# Eduard Zwierlein
Eduard Zwierlein (* 19. Juni 1957 in Lahnstein) ist ein deutscher Philosoph und außerplanmäßiger Professor für Philosophie der Universität Koblenz-Landau sowie Unternehmensberater.

## Leben
Nach einem eigenständigen dreisemestrigen Studium Generale studierte Eduard Zwierlein von 1978 bis 1984 Philosophie, Theologie, Psychologie und Rechtswissenschaften an der Universität Hamburg. Nach seiner Tätigkeit als Wissenschaftlicher Mitarbeiter von Klaus Oehler und der Promotion (1987) arbeitete er als Projektmanager bei der Firma Reuters. Von 1989 bis 1990 war er Wissenschaftlicher Assistent am Forschungsinstitut für Philosophie Hannover  bei Peter Koslowski. Von 1990 bis 1995 war er als Projektleiter am Deutschen Forschungszentrum für Künstliche Intelligenz sowie als Gast- und Forschungsprofessor an der Universität Kaiserslautern tätig. Dort nahm er 1996 auch eine Professur für den Modellversuch Interdisziplinäres Studienprogramm wahr. Nach einer Reihe von Lehraufträgen habilitierte er sich an der Universität Koblenz-Landau (2000), wo ab 2008 außerordentlicher Professor der Philosophie war. Seit 1990 ist er auch als Unternehmensberater für Dienstleistungsunternehmen mit dem Schwerpunkt Führungskräfteentwicklung in Beratung, Coaching und Training tätig.

## Forschungsschwerpunkte
Zentrale Themen seiner Forschung sind Philosophische Anthropologie, Philosophie des Geistes und eine Erkenntnistheorie, die erkenntnisanthropologisch fundiert ist. Nach seiner anthropologischen Summe, die den Menschen als Frage-Sein nachzeichnet, bündeln sich seine gegenwärtigen Arbeiten schwerpunktmäßig in dem Projekt einer Kritik der metaphorischen Vernunft. Viele der praktischen Fragestellungen Zwierleins sind der Disziplin der Ethik zuzuordnen, insbesondere der Angewandten Ethik, wo er aktuelle moralische Probleme mit dem Instrumentarium der klassischen Ethik-Traditionen bearbeitet. In den Forschungen zur Philosophiegeschichte konzentriert sich Zwierlein besonders auf die Pascal-Forschung, die Rekonstruktion der Philosophie Nietzsches sowie die Philosophie der ersten Hälfte des 20. Jahrhunderts, insbesondere auf Werk und Vermächtnis Paul Ludwig Landsbergs.

## Tätigkeitsfeld
Im Fokus von Zwierleins beruflicher Arbeit stehen die personalorientierte Unternehmensberatung sowie die Führungskräfteentwicklung. Als Mit-Herausgeber der Reihe „Philosophie und Lebenskunst“ im LIT Verlag sowie in umfangreicher Vortrags- und Seminartätigkeit verfolgt er sein Anliegen, Philosophie als Lebenskunst zugänglich zu machen.

## Schriften (Auswahl)
- Die Idee einer philosophischen Anthropologie bei Paul Ludwig Landsberg. Würzburg 1989, ISBN 3-88479-419-1.
- Ökologischer Strukturwandel und Kreislaufökonomie (zusammen mit R. Isenmann). Idstein 1995, ISBN 3-8248-0096-9.
- Blaise Pascal zur Einführung. Hamburg 1996, ISBN 3-88506-936-9.
- Existenz und Vernunft. Studien zu Pascal, Descartes und Nietzsche. Würzburg 2001, ISBN 3-8260-2068-5.
- Begegnung und Verantwortung. Essays zum ärztlichen Ethos und zur medizinischen Ethik. Würzburg 2007, ISBN 978-3-8260-3620-0.
- Management und Spiritualität. Ein Erfahrungs- und Arbeitsbuch. Würzburg 2009. (zusammen mit U. Schmitz), ISBN 978-3-429-03066-7.
- Magna quaestio – Der Mensch als große Frage. Essay zur Grundlegung der Philosophie. Berlin 2013, ISBN 978-3-88221-976-0.
- Denken kann trösten. Trauer verständnisvoll begleiten. Göttingen 2014, ISBN 978-3-647-40235-2.
- Erfolgreich um jeden Preis? Ein Erfahrungs- und Arbeitsbuch zur Spiritualität. Würzburg 2016. (Zusammen mit U. Schmitz), ISBN 978-3-8367-6046-1
- Erkenne dich selbst. Freiburg/München 2020, ISBN 978-3-495-49152-2.
- Auf dem Rücken des Tigers. Nietzsches dionysische Lebens-Kunst. Mit zwei Beiträgen von A. Ataeian und W. Moskopp. Berlin 2020. ISBN 978-3-643-12661-0.
- Die Umwälzung der Welt. Pest – Corona – Klimawandel. Lebenskunst in großen Krisen. Wiesbaden 2022. ISBN 978-3-495-49256-7.

### Herausgeberschaft
- Arbeit und Humanität. Auf dem Weg in eine humane Arbeitsgesellschaft. Idstein 1992, ISBN 3-8248-0057-8.
- Gen-Ethik. Zur ethischen Herausforderung durch die Humangenetik. Idstein 1993, ISBN 3-8248-0074-8.
- Natur als Vorbild. Was können wir von der Natur zur Lösung unserer Probleme lernen? Idstein 1993, ISBN 3-8248-0087-X.
- Verantwortung in der Risikogesellschaft. Ethische Herausforderung in einer veränderten Welt. Idstein 1994, ISBN 3-8248-0095-0.
- On Self-Organization. An Interdisciplinary Search for a Unifying Principle (zusammen mit R.K. Mishra und D. Maaß), Berlin, Heidelberg, New York 1994, ISBN 3-540-56485-3.
- Normalität – Differenz – Asymmetrie. Ethische Herausforderungen im Umgang mit Schwachen und Fremden. Idstein 1995, ISBN 3-8248-0097-7.
- Transplantationsmedizin und Ethik. Auf dem Weg zu einem gesellschaftlichen Konsens (zusammen mit F.W. Albert und W. Land), Lengerich, Berlin u. a. 1995, ISBN 3-928057-52-9.
- Handbuch Integration und Ausgrenzung. Behinderte Mitmenschen in der Gesellschaft. Neuwied 1996, ISBN 3-472-02158-6.
- Klinikmanagement. Erfolgsstrategien für die Zukunft. München 1997, ISBN 3-541-17911-2.
- Pascal, ausgewählt und vorgestellt von E. Zwierlein. München 1997, ISBN 3-424-01291-2
- Virtuelle Welten und Teleworking: Herausforderungen – Chancen – Risiken (zusammen mit R. Isenmann), Aachen 1998, ISBN 3-8265-4322-X.
- Handbuch Integrierte Sterbebegleitung (zusammen mit U. Lilie), Gütersloh 2004, ISBN 3-579-06804-0.
- Paul Ludwig Landsberg, Die Erfahrung des Todes. Berlin 2009, ISBN 978-3-88221-660-8.
- Blaise Pascal, Gedanken. Auswahl nach dem Plan der Apologie. Suhrkamp Studienbibliothek mit einem Kommentar von E. Zwierlein. Berlin 2012, ISBN 978-3-518-27020-2
- Blaise Pascal, Briefe I. Die privaten Briefe, Berlin 2015, ISBN 978-3-88221-975-3.
- Paul Ludwig Landsberg, Das moralische Problem der Selbsttötung. Wilhelm Kamlah, Meditatio mortis. Berlin 2017, ISBN 978-3-88221-978-4.
- Schattenperlen. Trauer erleben und verstehen. Berlin 2018 (zusammen mit S. Brathuhn und A. Paeske), ISBN 978-3-643-13645-9.
- Bild und Sinn. Wie Denken in Anschauung gründet. Mit einem Beitrag von J.-L. Propach. Berlin 2021 (zusammen mit S. Voigt und R. Lüthe). ISBN 978-3-643-14790-5.